# Daszewice (gmina Mosina)
Daszewice (niem. Neusteindorf) – wieś w Polsce położona w województwie wielkopolskim, w powiecie poznańskim, w gminie Mosina.

## Położenie
Wieś położona jest na skraju doliny Kopli 10 km na północny wschód od Mosiny i zamieszkuje ją 1908 osób. W latach 1975–1998 miejscowość administracyjnie należała do województwa poznańskiego.

## Historia
Jej początki sięgają XIII wieku, kiedy to była własnością mistrza Macieja, któremu książę Wielkopolski Przemysł II podarował tę wieś oraz Szewce, Benkowo, Czołowo i bliżej niezidentyfikowane Sławsko. O tym fakcie jednak dowiadujemy się dopiero z dokumentu wystawionego w 1316 r. przez księcia Władysława Łokietka, potwierdzającego to nadanie.  
Kolejni właściciele Daszewic są wymienieni dopiero u schyłku XIV stulecia. Jan Daszewski, herbu Junosza, czyli Baran, wspomniany został w dokumentach z lat 1390–1411. Później wieś należała do Jana Daszewskiego, którego wspomniano z okazji mającego się odbyć procesu o rozgraniczenie tej wsi od włości należących do Pietrasza z Nagradowic. W roku 1413 występuje Wincenty, a w latach 1416–1417 Dorota, żona Mikołaja. Kolejni dziedzice piszący się z Daszewic to: Wojciech (1418), Wichna (1420), Przedpełk (1432). W roku 1471 Jan Szczytnicki, oprawił wiano i posag w wysokości 100 kóp swej Żonie Barbarze na Szczytnikach, czwartej części Kanina (obecnie Koninko) i czwartej części Daszewic.  
Kolejne wiadomości pochodzą z 1507 r., kiedy to bracia Jan, Feliks i Jerzy, synowie Mikołaja Kanińskiego dokonali działu dóbr rodzinnych, m.in. Daszewic, Dupic i Kanina. W 1523 r. Jan i Feliks zapisali Janowi Kunowskiemu altarzyście ołtarza Św. Jana Chrzciciela w katedrze w Poznaniu 6 grzywien na wsiach Daszewice, Wojkowo, Dupice i części wsi Nowiecz z zastrzeżeniem prawa odkupu tych posiadłości za sumę 72 grzywien. Według akt skarbu koronnego z 1507 r. wynika, że w Daszewicach znajdowało się 7 łanów i karczma, która nie dawała żadnych dochodów. Dwa lata później pobrano podatki z tej wsi od 5 półłanów, a w 1510 z 6 półłanów. We wsi miał swoje działy Mikołaj Daszewski, do którego należał folwark liczący 6 łanów i 3 łany opustoszałe, 20 zagrodników oraz karczma.  
Z inwentarzy dóbr Daszewic z 1789 roku dowiadujemy się, że we wsi znajdował się gościniec wraz ze stajnią wjazdową, kuźnia oraz pięć zagród chłopskich. W końcu XIX wieku we wsi znajdowało się 10 domów, w których doliczono się 88 osób. Wieś stanowiła własność szlachecką.  
W styczniu 1945 roku Daszewice były miejscem walki pomiędzy armią radziecką a jednostkami lotnictwa niemieckiego. Do 1987 roku w Daszewicach znajdował się zabytkowy wiatrak – koźlak. 

## Komunikacja
Przez Daszewice przejeżdża linia podmiejska 527 obsługiwana przez Kórnickie Przedsiębiorstwo Autobusowe Kombus na zlecenie Zarządu Transportu Miejskiego w Poznaniu.

## Turystyka
Szkoła w Daszewicach jest punktem startowym Drogi Uprzejmości – jednego z przyrodniczych szlaków pielgrzymkowo-turystycznych Rogalińskie Drogi, utworzonych z okazji 200-lecia kościoła pw. św. Marcelina w Rogalinie. Dla tego szlaku mykolożka i ekolożka, Marlena Lembicz, napisała broszurę przyrodniczą pt. „Droga Uprzejmości – o strategiach życia roślin”.
We wsi znajduje się również basen i kapliczka maryjna.